# Тяньнин
Тяньни́н (кит. упр. 天宁, пиньинь Tiānníng) — район городского подчинения городского округа Чанчжоу провинции Цзянсу (КНР). Район назван в честь храма Тяньнин.

## История
К моменту образования КНР в этих местах находились посёлки Миншань и Лунчэн уезда Уцзинь. Когда в 1949 году из уезда Уцзинь был выделен город Чанчжоу, в этих местах был образован Район № 1. В 1952 году он был переименован в Восточный район (东区), а в 1956 году — в район Тяньнин. В 1960 году он был переименован в район Дунфэн (东风区), но в 1980 году району было возвращено название Тяньнин. В 1987 году к району была присоединена часть территории расформированного района Гуанхуа.

## Административное деление
Район делится на 6 уличных комитетов и 1 посёлок.